# Herminio Aquino
Herminio "Hermie" Aquino (Manilla, 25 april 1949 – Tarlac City, 31 juli 2021) was een Filipijns zakenman en politicus. Aquino was Minister van "Human Settlements" van 1986 tot 1987 in het kabinet van Corazon Aquino en was aansluitend drie termijnen lang lid van het Filipijns Huis van Afgevaardigden namens de provincie Tarlac. Bij de verkiezingen van 2004 deed hij mee als kandidaat voor het vicepresidentschap als "running mate" van Raul Roco

## Biografie
Aquino werd in 1949 in Manilla geboren als zoon van generaal Servillano Aquino en Belen Sanchez en is derhalve de halfbroer van Benigno Aquino sr., de vader van voormalig senator Ninoy Aquino. Hij studeerde Economie aan de Ateneo de Manila University en behaalde zijn Bachelor-diploma in 1969. Na zijn afstuderen werkte Aquino onder andere als vicepresident van G.A. Machineries Inc. van 1974 tot 1981, senior consultant van Management and Investment Development Associates Inc. van 1972 tot 1985 en vicepresident van Circa Nila Development Corp. van 1981 tot 1985. 
Na de val van president Ferdinand Marcos door de EDSA-revolutie werd hij door de nieuwe president Corazon Aquino benoemd tot assistent Executive Secretary en Minister van Human Settlements van 1986 tot 1987. Bij de verkiezingen van 1987 won hij een zetel in het Filipijns Huis van Afgevaardigden namens het 3e kiesdistrict van de provincie Tarlac. Na tweemaal herkozen te zijn en zijn wettelijk laatste opeenvolgende termijn werd hij bij de verkiezingen van 1998 gekozen als vicegouverneur van Tarlac onder gouverneur Margarita Cojuangco, de schoonzus van Corazon Aquino. Een poging om herkozen te worden in 2001 mislukte, waarna hij zijn oude bestaand als zakenman weer oppakte.
Aquino werd voorzitter en president van Buenavista Management Corporation, een bedrijf dat managementconsultants, financiële adviseurs en project managers levert. Ook was hij voorzitter van Trackworks Inc., een reclame en retail bedrijf voor Metro Rail Transit.
Aquino was campagnemanager en fondsenwerfer voor de politieke partij Aksyon Demokratiko Party. In 2004 werd hij door de presidentskandidaat van die partij, Raul Roco, uitgenodigd om als zijn running mate mee te doen aan de verkiezingen van 2004. Hij verloor de verkiezing tot vicepresident echter van Noli de Castro.
Herminio Aquino trouwde met Maria Victoria Guanzon. Zij kregen vier kinderen: Servillano II, Paolo Antonio en Maria Theresa Belinda and Maria Camille Corazon.
Aquino overleed op 72-jarige leeftijd aan de gevolgen van kanker.